# シド・マイヤー
シド・マイヤー (Sid Meier) ことシドニー・K・マイヤー（Sidney K. Meier〈[ˈmaɪər] MIRE〉、1954年2月24日 - ）は、カナダ生まれのアメリカ合衆国のコンピュータゲームのプログラマ・ゲームデザイナー・プロデューサーである。『シヴィライゼーション』シリーズを始めとする、数多くのストラテジーゲームやシミュレーションゲームを製作している。
1982年にビル・スティーリーと共同でマイクロプローズを設立し、1996年にジェフ・ブリッグズ、ブライアン・レイノルズと共同でフィラクシス・ゲームズを立ち上げた。ビデオゲーム産業への長年の貢献により、1999年にAcademy of Interactive Arts & Sciences (AIAS) の殿堂入りを果たした。

## 若年期と教育
マイヤーはカナダのオンタリオ州サーニアで1954年2月24日に生まれた。両親はそれぞれオランダとスイスからの移民であり、そのためマイヤーは、カナダのほかスイスの市民権も有する。マイヤーが幼い時に一家はアメリカ合衆国ミシガン州へ転居し、マイヤーはそこで育った。ミシガン大学に入学して歴史と計算機科学を専攻し、1975年に計算機科学の学士号を取得して卒業した。

## キャリア
大学卒業後は、デパートの金銭登録機（レジスター）を開発する仕事に就いた。この時期（1981年頃）にマイヤーはAtari 800を購入した。Atari 800は、コンピュータプログラミングによりゲームを作ることが可能だった。マイヤーは、同様にゲーム開発に興味を持っていたビル・スティーリーと出会い、自作のゲームをスティーリーに披露した。2人は、コンピュータゲームを開発する小さな会社を立ち上げることを決意した。

### マイクロプローズ
マイヤーとスティーリーは1982年にマイクロプローズを創業した。当初は"Floyd of the Jungle"（1982年）のような2Dアクションゲームも製作していたが、その後は"Hellcat Ace"（1982年）、"Spitfire Ace"（1982年）、"Solo Flight"（1983年）、"F-15 Strike Eagle"（1985年）といったフライトシミュレーションゲームを多く作るようになった。これらはいずれも、マイヤーがデザインし、プログラミングした。
1986年から、マイクロプローズ社は自社の広告にマイヤーの名前と顔を使うようになった。1987年には、ゲームのタイトルに初めてマイヤーの名前を入れた"Sid Meier's Pirates!!!"をリリースした。マイヤーは後に、このタイトルに自分の名前を入れたのは、この作品がこれまでの自社のゲームとは大きく違うからだと説明した。スティーリーは、マイヤーの名前を入れることで、それまでのフライトシミュレーションゲームを購入した人たちがこのゲームを手に取りやすくなるだろうと考えた。スティーリーは次のように語った。
ソフトウェア発行者協会の会合で夕食をとっていたら、ロビン・ウィリアムズがやって来ました。彼は私たちを2時間も大笑いさせてくれました。そして彼は私に向かって、「ビル、この箱にシドの名前を入れて、彼をスターとして宣伝したほうが良いぞ」と言ったのです。それで、シドの名前が『パイレーツ』や『シヴィライゼーション』に載るようになったのです。
このアイデアは成功した。1992年に『コンピュータ・ゲーミング・ワールド』誌が行った詩のコンテストには、「マイヤーの名前は、彼らが正しいことをしたという保証だ」と賞賛する作品があった。ただし、マイヤーの名前が冠された作品の全てが、マイヤーがメインデザイナーを務めているとは限らない。例えば、『シヴィライゼーションII』(Sid Meier's Civilization II)、『シド・マイヤーズ・アルファ・ケンタウリ』(Sid Meier's Alpha Centauri)、『シド・マイヤーズ・コロナイゼーション』(Sid Meier's Colonization)はブライアン・レイノルズが、『シヴィライゼーションIII』(Sid Meier's Civilization III)はジェフ・ブリッグズが、『シヴィライゼーションIV』(Sid Meier's Civilization IV) はソーレン・ジョンソンが、『シヴィライゼーションV』(Sid Meier's Civilization V) はジョン・シェーファーが、『Sid Meier's Civilization: Beyond Earth』はウィル・ミラー (Will Miller) とデイヴィッド・マクドノー (David McDonough) がメインデザイナーとしてクレジットされている。
"F-19 Stealth Fighter"をリリースして以降、マイヤーはストラテジーゲームに注力している。後にマイヤーは、「フライトシミュレーターでクールだと思ったものは、全てあのゲームに入っていた」と語っている。『シムシティ』や『エンパイア』に触発され『シド・マイヤーズ・レイルロードタイクーン』を製作し、さらに、現在最も知られている『シヴィライゼーション』を製作した。
1990年頃、スティーリーはマイクロプローズ社でアーケードゲームを作ろうと考えていたが、マイヤーはそれはリスクが大きすぎると感じていた。この問題を解決することはできず、マイヤーはマイクロプローズ社の自分の持ち分をスティーリーに売却したが、マイクロプローズ社での役職は留任した。

### フィラクシス・ゲームズ
マイクロプローズ社は1991年に公開会社となり、1993年12月のポンド危機を受けてスペクトラムホロバイトと合併した。1996年にマイクロプローズの元従業員の多くが解雇され、事業が統合された。マイヤーはこの決定に不満を持ち、部下のジェフ・ブリッグス、ブライアン・レイノルズとともに同社を去り、1997年にフィラクシス・ゲームズという新しい会社を立ち上げた。
フィラクシス社は、マイクロプローズでマイヤーが開発していたようなストラテジーゲームの開発を継続した。その多くは、『シヴィライゼーション』シリーズや、『パイレーツ』のリメイク作品（2004年）などである。1996年、3DOのためのリアルタイム作曲・合成システム「C.P.U. Bach」を開発した。1995年、『ネクストジェネレーション』誌は「1995年のゲーム業界で最も重要な75人」の一人にマイヤーを挙げた。
フィラクシス社の社員によれば、マイヤーは1996年頃から自分のための特別なゲームエンジンを開発し続け、それを使ってゲームのプロトタイプを製作しているが、そのエンジンのことは他の誰にも教えていないという。2016年、シニアプロデューサーのデニス・シャーク(Dennis Shirk)は、マイヤーは時々、ゲームのプロトタイプを社員に試させて、それが開発できるか確認させていたと述べている。このエンジンは、マイヤーが開発した『シヴィライゼーション』のオリジナルバージョンのソースをベースにして、彼または他のエンジニアが何年もかけてアップグレードしたものだと、フィラクシス社の社員たちは考えていた。
2000年初頭から恐竜をテーマにしたゲームを開発していたが、2001年にオンラインの開発日記で、このゲームの開発を中止したと発表した。その理由として、ターン制やリアルタイムストラテジーなど様々なアプローチを試みたが、このコンセプトを十分に楽しいものにする方法が見つからなかったと述べている。2005年には、「ここ数年、他のゲームを作るのにノンストップで忙しかったので、恐竜ゲームは棚上げのままだ。でも、恐竜ゲームのアイデアは好きなので、時間があるときに再挑戦したい」と語った。
2005年11月7日、テイクツー・インタラクティブがフィラクシス社の買収を発表した。2006年3月にフィラクシスはPopTop Softwareと合併し、マイヤーがその統括をすることになった。
2020年9月8日、W・W・ノートン&カンパニーから自伝"Sid Meier's Memoir!: A Life in Computer Games"（シド・マイヤーズ・メモワール!: コンピュータゲームの中の人生）を出版した。

### 開発スタイル
1994年の『コンピュータ・ゲーミング・ワールド』誌によれば、マイヤーは「シミュレーションの『楽しい部分』を重視し、それ以外は捨てる」と何度も言っていた。また、「楽しさのとらえどころのない質を発見することが、デザインの最も難しい部分だ」とも述べた。『PC Gamer』誌は、「彼のゲームでは暴力的な時代や場所が頻繁に扱われるが、血や流血は一切登場しない。彼は、それが楽しくなるまで何度も何度もプレイして、ゲームをデザイン・制作している」と報じた 。

## 私生活
マイヤーは、2番目の妻のスーザンと共にメリーランド州ハントバレーに住んでいる。スーザンとは、マイヤーが現代音楽のディレクターを務めるメリーランド州コッキーズビルのフェイス福音ルーテル教会で知り合った。夫妻は現代音楽による礼拝を指導している。一人息子のライアンは、ゲーム開発会社ブリザード・エンターテイメントで働いている。

## 受賞歴
この一覧は未完成です。加筆、訂正して下さる協力者を求めています。

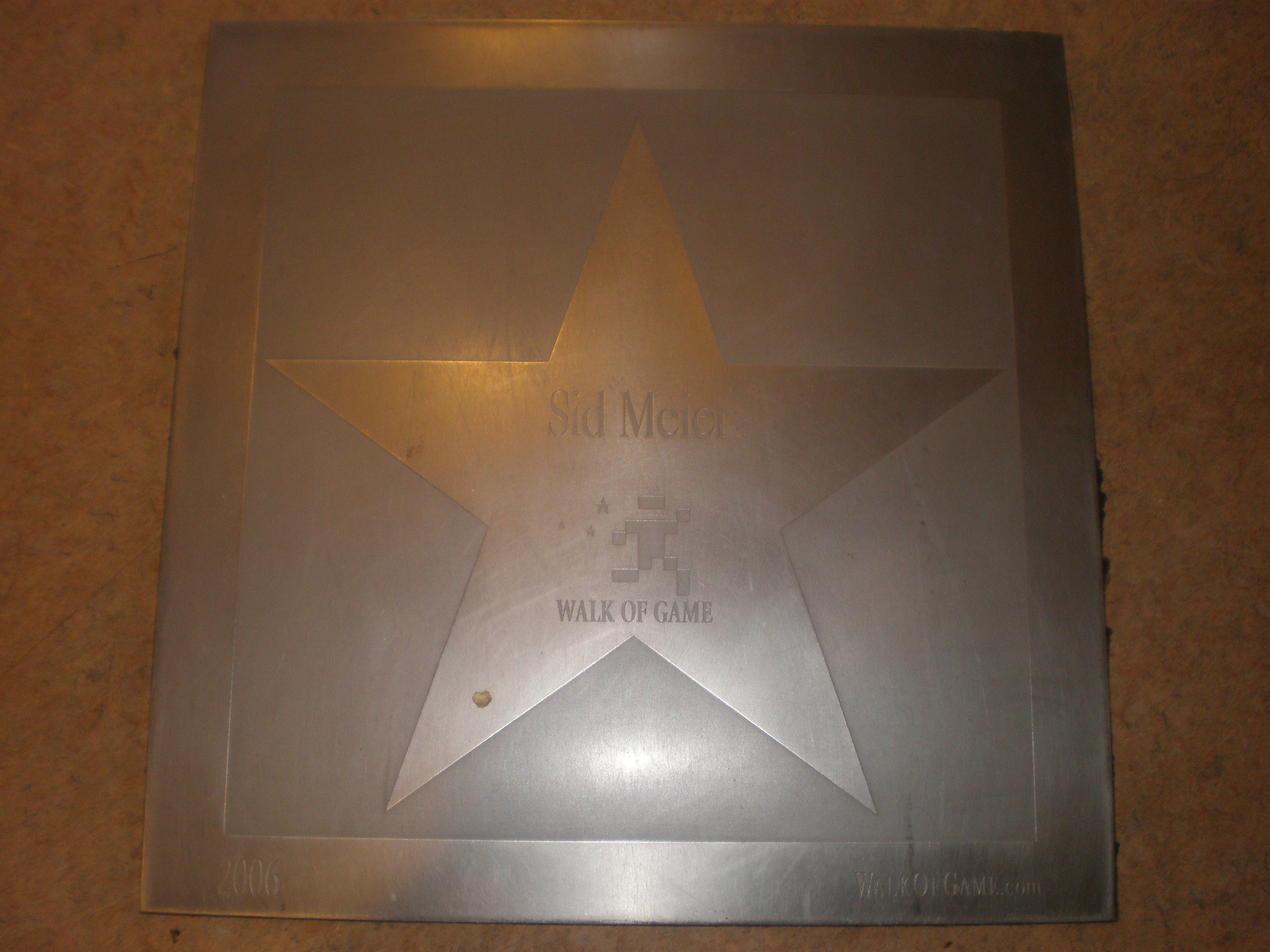
サンフランシスコ・メトレオンのウォーク・オブ・ゲームにあるマイヤーの星

- 1996年 - GameSpotが「コンピュータゲーム界で史上最も影響力のある人物」の第1位にマイヤーを掲げ、「我らのヒッチコック、スピルバーグ、エリントン」と呼んだ[34]。
- 1996年 - 『コンピュータ・ゲーミング・ワールド（英語版）』(CGW) 誌は、「史上最も影響力のあるゲーム業界人」の第8位にマイヤーを挙げ、CGWの殿堂入りゲームの多いゲームデザイナーはマイヤーのほかにいないと評した[35]。
- 1997年 - CGW誌は、「コンピュータゲーム界で史上最も影響力のある人物」のゲームデザイン部門の第1位をマイヤーとした[36]。
- 1999年 - Academy of Interactive Arts & Sciencesは、Interactive Achievement Awardsにおけるマイヤーの2人目の殿堂入りを発表した[37]。
- 2008年 - Game Developers Conference 2008で生涯功労賞 (Lifetime Achievement Award) を受賞した[38]。
- 2009年 - 『デベロップ（英語版）』誌が約9千人のゲーム作家に聞いた「究極の開発ヒーロー」で、マイヤーは5位になった[4]。
- 2009年 - IGNの「歴代トップゲームクリエイター」ランキングでマイヤーは2位となり、「ゲームデザイナーを目指す者にとって理想的なロールモデル」と評された[39]。
- 2017年 - ゴールデンジョイスティックアワードの生涯功労賞 (Life Achievement) を授与された[40]。

## 開発したゲーム
マイヤーが開発、共同開発、プロデュースのいずれかに関わったゲームの一覧
| 発表年 | タイトル                                                                            | 備考 |
| ------ | ----------------------------------------------------------------------------------- | --- |
| 1981年 | Bank Game I                                                                         | 落ちてくるコインを貯金箱で受け止めるゲーム。 |
| 1981年 | Bank Game II                                                                        | 前作の続編。銀行へ行くために道路を渡るゲーム。 |
| 1981年 | Faux Space Invaders                                                                 | アセンブラで書かれ、地元の店が5～10部買ってくれた。 |
| 1981年 | Faux Pac-Man                                                                        | パックマンの模倣作品。ゲーム製作の訓練のために開発し、ユーザグループ内で共有された。 |
| 1982年 | Formula 1 Racing                                                                    | マイヤーが開発した初の商用作品。エイコーン・ソフトウェア・プロダクツから発売された。 |
| 1982年 | Hellcat Ace                                                                         | スティーリーによれば、マイヤーがマイクロプローズのために開発した最初の作品。 |
| 1982年 | Chopper Rescue                                                                      | "Hostage Rescue"の改良版。マイヤーは、マイクロプローズのために開発したのはこの作品が最初だと語っている。 |
| 1982年 | Spitfire Ace                                                                        | |
| 1982年 | Floyd of the Jungle                                                                 | |
| 1983年 | NATO Commander                                                                      | |
| 1983年 | Wingman                                                                             | |
| 1983年 | Floyd of the Jungle II                                                              | |
| 1983年 | Solo Flight                                                                         | |
| 1984年 | Air Rescue I                                                                        | |
| 1984年 | F-15 Strike Eagle                                                                   | |
| 1985年 | Silent Service                                                                      | 第二次世界大戦中の潜水艦戦のシミュレーションゲーム |
| 1985年 | Crusade in Europe                                                                   | |
| 1985年 | Decision in the Desert                                                              | |
| 1986年 | Conflict in Vietnam                                                                 | Atari 8ビット・コンピュータ向けにマイヤーが製作した最後の作品。 |
| 1986年 | Gunship                                                                             | |
| 1987年 | Sid Meier's Pirates! パイレーツ!                                                    | 16から18世紀にかけての海賊、私掠船、海賊狩りの生活を題材にしたシミュレーションゲーム。自身の名前をタイトルに冠した最初の作品。                                                                                 |
| 1988年 | Red Storm Rising                                                                    | トム・クランシーの同名の小説（日本語訳題『レッド・ストーム作戦発動』）を元にした原子力潜水艦シミュレーションゲーム                                                                                             |
| 1988年 | F-19 Stealth Fighter                                                                | |
| 1989年 | F-15 Strike Eagle II                                                                | |
| 1990年 | Covert Action                                                                       | アーケードゲームのような様々なゲームモードのある諜報ゲーム |
| 1990年 | Sid Meier's Railroad Tycoon レイルロードタイクーン                                  | ヨーロッパやアメリカの鉄道黎明期を舞台とした鉄道経営シミュレーションゲーム。その後シリーズが計4作発表された |
| 1991年 | Sid Meier's Civilization シヴィライゼーション                                       | ターン制ストラテジーゲーム。多数の続編が作られている。2016年8月現在でシリーズ累計3500万本以上を売り上げ、マイヤーの作品の中で最も成功したシリーズとなった。                                                    |
| 1993年 | Pirates! Gold                                                                       | 1987年の『パイレーツ!』のリメイク作品。エクストラミッションなどの新たな要素が追加されている。ポール・マーフィーがメインデザイナーを務めた。                                                                    |
| 1994年 | Sid Meier's Colonization シド・マイヤーズ・コロナイゼーション                       | ヨーロッパ諸国による新世界の植民地化をテーマとしたターン制ストラテジーゲーム。 |
| 1994年 | C.P.U. Bach                                                                         | マイヤーが3DOのために発明した音楽自動生成システムだが、商業的には失敗した。 |
| 1995年 | Sid Meier's CivNet                                                                  | 『シヴィライゼーション』のインターネットを利用したマルチプレイ版。 |
| 1996年 | Sid Meier's Civilization II シヴィライゼーションII                                  | 『シヴィライゼーション』の続編。ブライアン・レイノルズがメインデザイナーを務めた。 |
| 1997年 | Magic: The Gathering                                                                | マイヤーがマイクロプローズのために製作した最後の作品。 |
| 1997年 | Sid Meier's Gettysburg!                                                             | マイヤーによる初のリアルタイムタクティクスゲーム。 |
| 1999年 | Sid Meier's Alpha Centauri シド・マイヤーズ・アルファ・ケンタウリ                   | 『シヴィライゼーション』を地球外に拡張したゲーム。ブライアン・レイノルズがメインデザイナーを務めた。 |
| 1999年 | Sid Meier's Antietam!                                                               | "Sid Meier's Gettysburg"とともに、南北戦争をテーマとしたゲーム。 |
| 2001年 | Sid Meier's Civilization III シヴィライゼーションIII                                | 『シヴィライゼーション』シリーズ第3作。ジェフ・ブリッグズがメインデザイナーを務めた。 |
| 2002年 | Sid Meier's SimGolf シムゴルフ                                                      | プレイヤーが自分でデザインしたゴルフ場でゴルフをプレイするゲーム。マクシス社と共同で開発した。同社は1996年に同じタイトルの作品をリリースしているため、「シド・マイヤーズ」を冠して区別した。                   |
| 2004年 | Sid Meier's Pirates!                                                                | 『パイレーツ!』の続編。グラフィックを向上させ、新たな要素を追加した。 |
| 2005年 | Sid Meier's Civilization IV シヴィライゼーションIV                                  | ソーレン・ジョンソンがメインデザイナーを務めた。画面がフル3Dに一新された。 |
| 2006年 | Sid Meier's Railroads! シド・マイヤー レイルロード!                                 | 親会社のテイクツー・インタラクティブがPopTop Softwareをフィラクシスに統合したことで、マイヤーが再び『レイルロードタイクーン』シリーズの責任者となり、本作は『レイルロードタイクーン3』の続編として製作された。 |
| 2008年 | Sid Meier's Civilization Revolution シヴィライゼーション レボリューション           | 『シヴィライゼーション』シリーズの第7世代ゲーム機版。 |
| 2008年 | Sid Meier's Pirates! Mobile                                                         | Oasys Mobileによって開発・リリースされ、"Pirates! Gold"のオリジナルのプログラマの一人により開発が主導された。                                                                                                  |
| 2008年 | Sid Meier's Railroad Tycoon Mobile                                                  | Blue Heatが開発し、Oasys Mobileがリリースした。 |
| 2008年 | Sid Meier's Civilization IV: Colonization シヴィライゼーションIV コロナイゼーション | 1994年の『コロナイゼーション』のリメイク作品。『シヴィライゼーションIV』のエンジンを使用して製作された。 |
| 2010年 | Sid Meier's Civilization V シヴィライゼーションV                                    | ジョン・シェーファーがメインデザイナーを務めた。 |
| 2011年 | Sid Meier's CivWorld Civilization World                                             | Facebook上でリリースされたMORPG。2013年5月29日にサービス終了した。 |
| 2013年 | Sid Meier's Ace Patrol                                                              | 2K Gamesからリリースされた第一次世界大戦航空ストラテジーゲーム。 |
| 2013年 | Sid Meier's Ace Patrol: Pacific Skies                                               | 2K Gamesからリリースされた第二次世界大戦航空ストラテジーゲーム。 |
| 2014年 | Sid Meier's Civilization Revolution 2                                               | 『シヴィライゼーション レボリューション』のモバイル版 |
| 2014年 | Sid Meier's Civilization: Beyond Earth                                              | 『アルファケンタウリ』の続編。『シヴィライゼーションV』のエンジンで製作された。 |
| 2015年 | Sid Meier's Starships                                                               | "Sid Meier's Civilization: Beyond Earth"の続編。 |
| 2016年 | Sid Meier's Civilization VI シヴィライゼーションVI                                  | 『シヴィライゼーション』シリーズ第6作。 |